# Max Gustav Steffens
Max Gustav Steffens (ur. 20 listopada 1843 w Gdańsku, zm. 3 stycznia 1894 w Konstancji, Niemcy) – gdański kupiec i belgijski urzędnik konsularny.
Jego rodzicami byli: Carl Wilhelm Gustav Steffens (1790-1861) i Maria Friederike z d. Goetz (1808-1848). Był współwłaścicielem rodzinnej firmy handlu zbożem i drewnem Carl Gottlieb Steffens und Söhne w Gdańsku, członkiem rady nadzorczej kolei Malbork-Mława (Marienburg-Mlawka-Bahn) (1885), radnym miasta Gdańska (1879-1894) oraz konsulem Belgii tamże (1883-1894).